# Ачински рејон
Ачински рејон (рус. Ачинский район) је општински рејон у западном делу Краснојарске Покрајине, Руске Федерације.
Административни центар рејона је насеље Ачинск (рус. Ачинск). Удаљеност овог места од Краснојарска је 184 km.
Рејон се налази у долини реке Чулим и њених притока.
Суседни рејони су:
- север: Бољшеулујски рејон
- исток: Козулски рејон
- југ: Назаровски рејон
- запад: Боготолски рејон

Укупна површина рејона је 2.534 km².
Укупан број становника је 16.335 (2014)